# Tótújfalu
Tótújfalu is een plaats (község) en gemeente in het Hongaarse comitaat Somogy. Tótújfalu telt 247 inwoners (2001).